# Boneh-ye Sorkh
Boneh-ye Sorkh (persiska: بنه سرخ, Boneh-ye Sorkhī) är en ort i Iran.   Den ligger i provinsen Khuzestan, i den centrala delen av landet, 400 km sydväst om huvudstaden Teheran. Boneh-ye Sorkh ligger 383 meter över havet och antalet invånare är 615.
Terrängen runt Boneh-ye Sorkh är kuperad åt nordväst, men åt sydost är den platt.Runt Boneh-ye Sorkh är det ganska glesbefolkat, med 48 invånare per kvadratkilometer. Närmaste större samhälle är Dasht-e Lati, 2,0 km söder om Boneh-ye Sorkh. Omgivningarna runt Boneh-ye Sorkh är i huvudsak ett öppet busklandskap.